# Jose Fuerte Advincula
Jose Lázaro Fuerte Advincula (Dumalag, Capiz, 30 de março de 1952) é um cardeal filipino da Igreja Católica e arcebispo de Manila.

## Educação e sacerdócio
Advíncula nasceu em 30 de março de 1952, em Dumalag, Capiz filho de José Firmalino Advíncula e Carmen Falsis Fuerte.  Ele estudou no Saint Pius X Seminary High School em Roxas, onde também se formou em filosofia. Depois, frequentou cursos de teologia na Universidade de Santo Tomas em Manila.
Ele foi ordenado sacerdote da Arquidiocese de Capiz em 14 de abril de 1976, pelo Arcebispo Antonio Floro Frondosa, na Catedral da Imaculada Conceição de Roxas. Trabalhou como Diretor Espiritual do Seminário São Pio X, além de Professor e Decano de Estudos. Posteriormente, estudou psicologia na Universidade De La Salle e, em seguida, direito canônico na Pontifícia e Real Universidade de Santo Tomás, em Manila, e na Pontifícia Universidade São Tomás de Aquino, Roma, obtendo a licenciatura em direito canônico.
Ao retornou às Filipinas, trabalhou no seminário de Vigan, Arquidiocese de Nueva Segovia, Ilocos Sul, e no seminário regional de Jaro. Em 1995, tornou-se Reitor do Seminário São Pio X de Capiz; também ocupou cargos na administração da arquidiocese como Defensor do Vínculo, Promotor de Justiça e Vigário Judicial. Em 1999, tornou-se Pároco da Paróquia de Santo Tomás de Villanueva em Dao, Capiz.

## Episcopado

### Bispo de San Carlos
O Papa João Paulo II o nomeou Bispo de San Carlos em 25 de julho de 2001, e recebeu sua consagração episcopal no dia 8 de setembro seguinte, através do Núncio apostólico, Arcebispo Antonio Franco, na Catedral da Imaculada Conceição de Roxas; os principais co-consagradores foram os arcebispos Onésimo Cadiz Gordoncillo, de Capiz, e Angel Nacorda Lagdameo, de Jaro.

### Arcebispo de Capiz
Em 9 de novembro de 2011, o Papa Bento XVI elevou Fuerte Advincula a arcebispo metropolitano de Capiz, substituindo o arcebispo que se aposentava, Onesimo Cadiz Gordoncillo.
Em 25 de outubro de 2020, o Papa Francisco anunciou a sua criação como cardeal no consistório programado para 28 de novembro. Recebeu o anel cardinalício, o barrete vermelho e o título de cardeal-presbítero de São Vigílio.

### Arcebispo de Manila
Em 25 de março de 2021, o Papa Francisco o nomeou arcebispo de Manila, em substituição ao cardeal Luis Antonio Tagle, que deixou o cargo em dezembro de 2019 após ser nomeado prefeito da Congregação para a Evangelização dos Povos.
No lugar do consistório de novembro de 2020, Advincula recebeu seu 'chapéu vermelho' (biretta) e um anel do Arcebispo Charles John Brown, o Núncio Apostólico nas Filipinas em 28 de maio de 2021 na Catedral da Imaculada Conceição em Roxas. Ele foi empossado como arcebispo de Manila em 24 de junho de 2021.

## Brasão
- Descrição: Primeiro: Gules (vermelho), uma torre de três janelas ou (ouro) zibelina (preta) e ajouré azure (azul), um crescente argent (prata), Segundo: Azure, um leão-marinho sejant (vertical) argento langued (língua) goles com uma cruz fitchee (base de pontas); Empalado com um escudo tricotado por fess: Primeiro: Azul, um lírio argento e vert (verde), um quadrado de carpinteiro ou e argento, Segundo: uma cadeia de nove elos de zibelina, Terceiro: Azure, uma estrela vert e argent, um cavalo rampante argent sobre uma montanha própria vert e argent, um crescente
- 'Lema: "Vou ouvir." O lema foi tirado de 1 Samuel 3:10 retratando o Senhor chamando Samuel por três vezes que, na terceira chamada, Samuel respondeu: "Fala, Senhor, o teu servo está ouvindo." Então, o Senhor proferiu sua revelação. [11]

- Interpretação: O escudo também é encimado por uma cruz do arcebispo da Ordem dos Pregadores fundada por São Domingos de Guzman. A tradição dominicana é significativa na educação e formação do Cardeal, ao terminar seus estudos teológicos e posteriores em Direito Canônico com os frades dominicanos. [11]

O lírio é um símbolo da Bem-Aventurada Virgem Maria. A praça do carpinteiro é um símbolo de São José, que é seu homônimo em espanhol, José, e também é seu santo padroeiro pessoal.
A cadeia de nove elos representa seu sobrenome Advincula, que é derivado da frase latina ad vincula ou acorrentado. O fundo dourado representa a virtude, que o poder do cristão traz glória a Deus.
A montanha representa o Monte. Panginraon na cidade de Dumalag, Capiz, seu local de nascimento e cidade natal. É uma montanha que apresenta faixas de formação calcária e um cavalo furioso que os locais atribuem ao patrono titular da sua cidade, São Martinho de Tours. O crescente simboliza a Bem-Aventurada Virgem Maria como a Imaculada Conceição, a padroeira titular da Arquidiocese de Capiz e do Seminário São Pio X na cidade de Roxas, Capiz onde terminou sua formação no seminário menor e estudos filosóficos. A estrela de cinco pontas é um símbolo preeminente da virtude da fé e da De La Salle University , Manila, onde concluiu seu mestrado em Educação, com especialização em Orientação e Aconselhamento.

Brasão de armas como Bispo de San Carlos.
Brasão de armas como Arcebispo de Capiz
Brasão de armas como Cardeal-Arcebispo de Capiz
Brasão de armas como Cardeal-Arcebispo de Manila